# Ceratina warnckei
Ceratina warnckei är en biart som beskrevs av Terzo 1998. Ceratina warnckei ingår i släktet märgbin, och familjen långtungebin. Inga underarter finns listade i Catalogue of Life.